# 佩饶·蒂博尔
佩饶·蒂博尔（匈牙利語：Pézsa Tibor，1935年11月15日—），匈牙利男子击剑运动员。他曾参加1964年、1968年和1972年三届夏季奥运会，共收获一枚金牌和三枚铜牌。另外，他也在世界锦标赛上收获九枚奖牌。